# Pójdę przez morze
Pójdę przez morze – tytuł czwartego studyjnego albumu polskiego zespołu szantowego EKT-Gdynia.
Płyta jest kompilacją wybranych utworów z wcześniejszych płyt zespołu, zawiera też w sobie trzy premierowe utwory. Nagrań dokonano w marcu 1998 i maju 1999 w BCF Studio Bielsko-Biała, za realizację nagrań odpowiedzialny był Andrzej Raczkiewicz.
W 2005 roku ukazała się reedycja albumu, wydana nakładem wydawnictwa Dalmafon.

## Lista utworów
1. "Z Pacyfiku na Atlantyk" - 4:26
2. "Morze, moje morze" - 4:29
3. "Już nie pływam" - 5:48
4. "Ja stawiam" - 3:06
5. "Życzenia powrotu (Oczekiwanie)" - 3:51
6. "Spotkaj się z żaglem" - 4:02
7. "Początkującego żeglarza pieśń radosna" - 4:00
8. "Żeglarski czardasz" - 3:38
9. "Piosenka dla mojej dziewczyny" - 5:32
10. "Po co mi to było" - 2:56
11. "Ballada o żeglarzu" - 4:13
12. "Pójdę przez morze" - 5:03

## Skład
- Jan Wydra - śpiew, gitara akustyczna
- Jacek Fimiak - perkusja
- Ireneusz Wójcicki - śpiew
- Krzysztof Szmigiero - gitara elektryczna
- Marcin Sauter - gitara basowa

## Goście
- Krzysztof Jurkiewicz - śpiew
- Józef Kaniecki - skrzypce
- Zdzisław Szczypka - harmonijka ustna

- Andrzej Raczkiewicz - realizacja dźwięku